# Цветосинтезатор
Цветосинтезатором называется цветомузыкальная установка (самодельная либо промышленного изготовления), в которой управление источниками света осуществляется не автоматически, а вручную. Цветосинтезатор может быть оснащён различными органами управления: выключателями с фиксацией и без таковой, клавиатурами фортепианного или иного типа, переменными сопротивлениями обычной или ползунковой конструкции, двухкоординатными аналоговыми джойстиками. Управляя цветосинтезатором, можно избегать резкого мелькания цветов даже при сопровождении быстрых музыкальных произведений, тем самым предотвращая утомление зрителей. Помимо этого, цветосинтезатор, оснащённый фиксируемыми органами управления, можно использовать и для статического освещения желаемым цветом с возможностью его смены в любой момент времени.
Исторически первым цветосинтезатором считается построенный в 1725 году французским монахом Луи-Бертраном Кастелем «клавесин для глаз» («clavecin pour les yeux»). В этом полностью механическом приборе осуществлялась цветовая модуляция солнечного света при помощи управляемых вручную шторок, за которыми расположены светофильтры. В 1754 году изобретатель построил более сложный вариант инструмента, с искусственными источниками света — свечами, которых в нём было около 500.
В 1915 году пионером светомузыки Александром Николаевичем Скрябиным был разработан электрический цветомузыкальный инструмент с ручным управлением, названный также по-французски: «clavier a lumieres». В этом приборе использовано 12 ламп накаливания различных оттенков (по числу клавиш в одной октаве), расположенных по окружности аналогично делениям циферблата часов. Именно такой цветосинтезатор был применён для исполнения в Нью-Йорке цветовой партии произведения «Прометей (Поэма огня)».
В опубликованной в 1969 году издательством «Энергия» книге Е. Д. Айсберга и Ж.-П. Дури «Цветное телевидение? Это почти просто!» описан учебный цветосинтезатор, предназначенный для применения в качестве наглядного пособия по основным терминам и определениям колориметрии и цветовой модели RGB. Он состоит из трёх прожекторов основных цветов, направленных на общий экран и оборудованных заслонками для раздельного регулирования яркости каждого из них.
В период с 1976 по 1980 годы в казанском НИИ «Прометей» была разработана полностью аналоговая установка «Электронный художник», выполненная в виде приставки к серийному телевизору УЛПЦТ и позволяющая синтезировать не только цвета, но и формы. При переключении в режим ручного управления данный прибор становится цветосинтезатором. По другой классификации, данную установку можно считать видеосинтезатором.
В 1980 году кружковцы Дома пионеров и школьников Ильичёвского района Одессы изготовили тиристорный цветосинтезатор с управлением дополнительными контактными группами, добавленными к клавиатуре ЭМИ типа «Юность-70».
В 1982 году ленинградец Михаил Бормотов изготовил цветосинтезатор с управлением от двух переменных сопротивлений, объединённых в один двухкоординатный аналоговый джойстик. Он предназначен для подключения к любой автоматической цветомузыкальной установке вместо источника сигнала, и тем самым превращает её из автоматической в ручную. В его основу положен RC-генератор, частоту которого, а следовательно, и цвет на экране, можно регулировать первым переменным сопротивлением. Второе же регулирует амплитуду генерируемого сигнала, а следовательно, и яркость. Помимо этого, синтезатор содержит переключатель, позволяющий выбирать форму колебаний, вырабатываемых генератором: треугольную либо прямоугольную. Во втором случае расширяется спектр гармоник, благодаря чему уменьшается насыщенность цвета.
В опубликованном в 1985 году московским издательством «Педагогика» «Энциклопедическом словаре юного музыканта» в рамках статьи «Светомузыка» помещена заметка «Как сделать светомузыкальный инструмент» с описанием самодельного ручного цветосинтезатора на основе фабричных светорегуляторов «Светон-300». Даны советы по добавлению в конструкцию узлов, подволяющих синтезировать не только цвета, но и формы, как в упомянутом выше «Электронном художнике», но полностью оптическими методами.
В 1987 году кружковцы Дома пионеров и школьников города Орджоникидже СО АССР изготовили цветосинтезатор с управлением от клавиатуры фортепианного типа длиной в полторы октавы. Информация, поступающая с 17 клавиш, кодируется диодной матрицей, а затем через делители на сопротивлениях подаётся на три тиристорных светорегулятора, каждый из которых управляет яркостью одного из излучателей.